# Cafeteriaceae
Die Cafeteriaceae sind eine Familie von Geißeltierchen aus der Gruppe der Stramenopilen. Die Familie umfasst rund zehn Arten in vier Gattungen. Alle Arten der Familie leben als Teil des Phytoplanktons im Meer.

## Merkmale
Die Vertreter sind einzellige Flagellaten der Gruppe der Bicosoecida, die durch das Fehlen einer Lorica (kelchartige Zellhülle) gekennzeichnet sind.

## Systematik
Die Familie wurde nach dem ICBN als Cafeteriaceae beschrieben, eine Beschreibung nach dem ICZN als Cafeteriidae wurde nicht publiziert.
- Acronema
- Cafeteria
- Discocelis
- Pseudobodo

## Nachweise
- FA Bisby, YR Roskov, MA Ruggiero, TM Orrell, LE Paglinawan, PW Brewer, N Bailly, J van Hertum (Hrsg.): Species 2000 & ITIS Catalogue of Life: 2007 Annual Checklist., Species 2000: Reading, U.K., 2007, Zugriff am 4. März 2008, (Online Abgerufen am 1. März 2013).